# Raging Speedhorn
Raging Speedhorn, musikgrupp från Storbritannien.

## Bandet
Bandet bildades då de båda banden Soulcellar och Box gick ihop. Gitarristen Gareth Smith, trummisen Frank Regan och basisten Darren Smith från Soulcellar slog ihop sig med gitarristen Tony Loughlin, sångaren Jon Loughlin och trummisen Gordon Morison från Box för att bilda Raging Speedhorn. Då de fick två trummisar började Frank Regan, Soulcellars f.d. trummis, istället sjunga tillsammans med Jon Loughlin.
De spelar Metalcore.

## Diskografi
Album
- Raging Speedhorn (2001)
- We Will be Dead Tomorrow (2002)
- Live and Demos (2004)
- How the Great Have Fallen (2005)
- Before The Sea Was Built (2007)
- Lost Ritual (2016)
- 20 Year Anniversary Show (2018)

EPs
- The Gush (2001)
- F*** The Voodooman (2002)

Singlar
- "The Hate Song" / "Raging The Speedhorn" (2002)
- "How Much Can A Man Take" / "Hatred" (2005)
- "Halfway To Hell" / "The Gush (Live)" (2015)

Låtar i urval
- "Iron Cobra" (We Will be Dead Tomorrow)
- "Thumper" (Raging Speedhorn)
- "Dead Man Walking" (How the Great Have Fallen)
- "Redweed" (Raging Speedhorn)
- "Master of Disaster" (How the Great Have Fallen)
- "Heartbreaker" (We Will be Dead Tomorrow)